# Tournoi du Japon de rugby à sept
Le Tournoi du Japon de rugby à sept (Japan rugby sevens) est un tournoi de rugby à sept disputé au Japon et comptant comme une étape de l'IRB Sevens World Series en 2000 et 2001 et depuis la saison 2011-2012.

## Historique

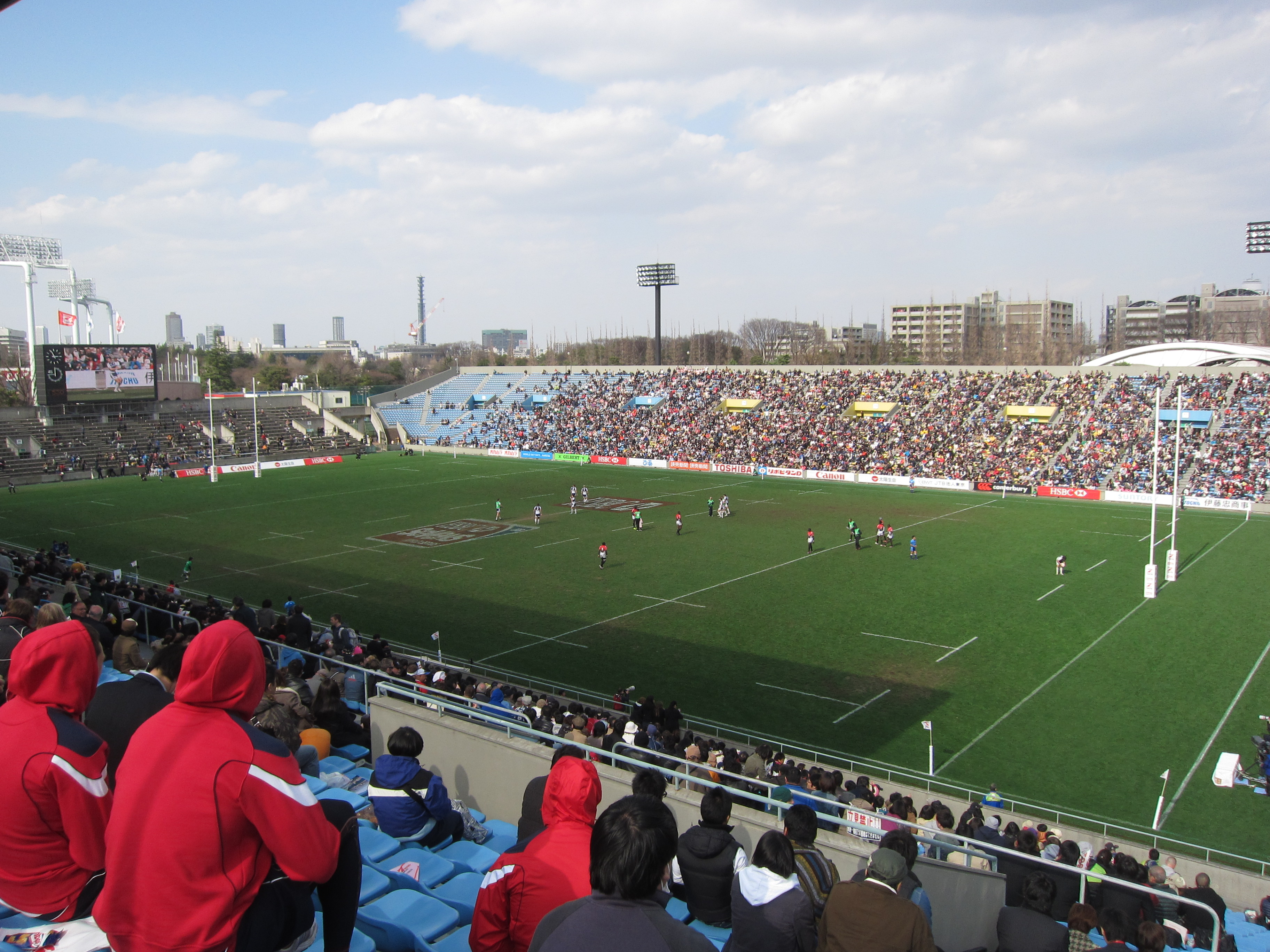
Edition 2012 du tournoi au Chichibunomiya Rugby Stadium

Le Japan rugby sevens connaît deux premières éditions en 2000 et 2001 puis disparaît du IRB Sevens World Series. Il refait son apparition pour l'édition 2011-2012. La compétition se déroule dans le stade du Chichibunomiya Rugby Stadium à Shibuya, dans la banlieue de Tokyo.

## Palmarès
| Année     | Stade                           | Cup              | Cup     | Cup              | Plate            | Bowl           | Shield    |
| Année     | Stade                           | Vainqueur        | Score   | Finaliste        | Vainqueur        | Vainqueur      | Vainqueur |
| --------- | ------------------------------- | ---------------- | ------- | ---------------- | ---------------- | -------------- | --------- |
| 1999-2000 | Chichibunomiya Stadium, Shibuya | Fidji            | 27 – 22 | Australie        | Japon            | Samoa          | –         |
| 2000-2001 | Chichibunomiya Stadium, Shibuya | Nouvelle-Zélande | 26 – 12 | Australie        | Afrique du Sud   | Argentine      | –         |
| 2011-2012 | Chichibunomiya Stadium, Shibuya | Australie        | 28 – 26 | Samoa            | Fidji            | France         | Écosse    |
| 2012-2013 | Chichibunomiya Stadium, Shibuya | Afrique du Sud   | 24 – 19 | Nouvelle-Zélande | États-Unis       | Angleterre     | Canada    |
| 2013-2014 | Chichibunomiya Stadium, Shibuya | Fidji            | 33 – 26 | Afrique du Sud   | Australie        | Pays de Galles | Argentine |
| 2014-2015 | Chichibunomiya Stadium, Shibuya | Angleterre       | 21 – 14 | Afrique du Sud   | Nouvelle-Zélande | États-Unis     | Portugal  |